# 키슈베르

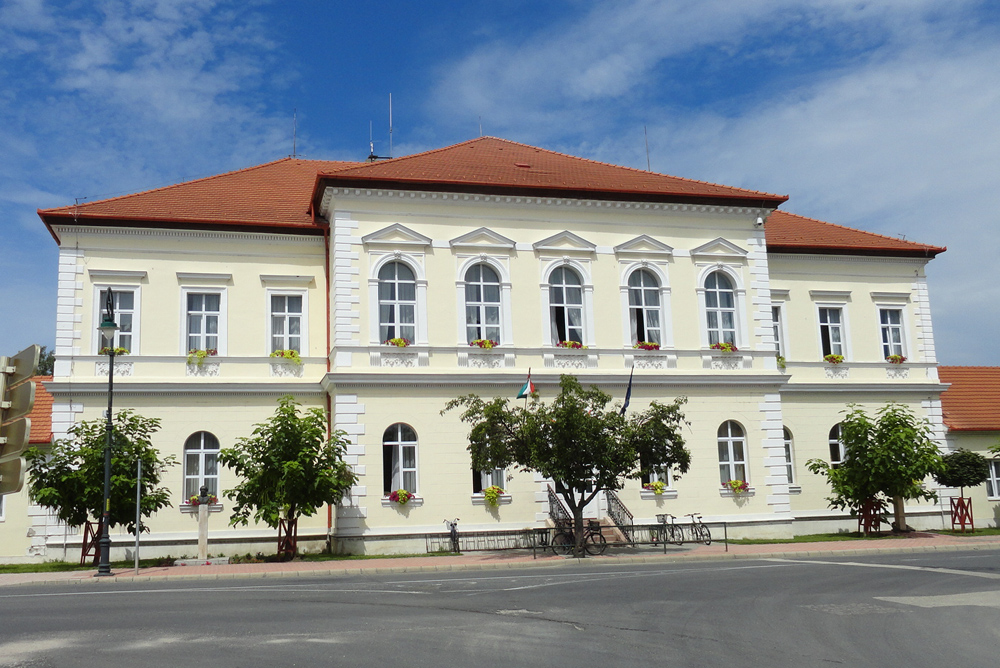
키슈베르

키슈베르(헝가리어: Kisbér)는 헝가리 코마롬에스테르곰 주에 위치한 도시로 면적은 70.86km2, 인구는 5,348명(2015년 기준), 인구 밀도는 75명/km2이다.

시 문장